# Greg Penner
Gregory Boyd "Greg" Penner, född 18 december 1969, är en amerikansk riskkapitalist och företagsledare som är styrelseordförande för världens största detaljhandelskedja Walmart Inc sedan 2015 när han efterträdde sin svärfar S. Robson Walton. Han sitter också i koncernstyrelsen för det kinesiska IT-företaget Baidu, Inc. sedan 2004 och varit ledamot i den globala hotellkedjan Hyatt Hotels Corporation mellan 2007 och 2014.
Den 9 augusti 2022 köpte Penner och ett konsortium, bestående av frun Carrie Walton Penner; svärfar S. Robson Walton; Condoleezza Rice; Lewis Hamilton och Mellody Hobson, Denver Broncos (NFL) för 4,65 miljarder amerikanska dollar. Penner blev omgående utsedd till VD för Broncos.
Han avlade en kandidatexamen i internationell ekonomi och en master of business administration vid Georgetown University.